# Ярудей
Ярудей — река на севере Западной Сибири, в Надымском районе Ямало-Ненецкого автономного округа. Устье реки находится в 19 км от устья протоки Хоровой, впадающей в Надым слева в 6 км от устья. Длина реки — 257 км, площадь водосборного бассейна — 9630 км².
Протекает по таёжной зоне в направлении с запада на восток, а в нижнем течении — с юга на север.
В бассейне Ярудей насчитывается 560 водотоков, из которых девять рек длиной свыше 50 км. Наиболее крупные притоки: Нгаркапыряяха, Лимбяяха и Маханядпусъяха — справа, Сандяяха, Малая Хойяха и Лангсядаяха — слева. Питание преимущественно снеговое.
Половодье длится не менее двух месяцев и может продолжаться с конца апреля по середину июля. Средний годовой расход воды — около 85 м³/с, объём годового стока реки — 2,7 км³. Самый многоводный месяц — июнь, самый маловодный — март.
Ярудей покрывается льдом с октября и открывается только в мае-июне. В обоих случаях для реки характерен ледоход. Длительность ледостава обычно свыше 7,5 мес.
В низовье, на 22 км, отделяется правый рукав — Пюнгалохо, впадающий в протоку Надыма Неросавэй.

## Притоки
(указано расстояние от устья)
- 6 км: Вэнояха
- 11 км: река без названия
- 24 км: Нгарка-Пыряяха
- 27 км: Хояха
- 43 км: Нгарка-Хояха
- 61 км: Харвутаяха
- 74 км: Лангседаяха
- 80 км: Выеръяха
- 107 км: Маханяд-Пусъяха
- 113 км: река без названия
- 128 км: Идъяха
- 134 км: река без названия
- 148 км: Малая Хойяха
- 167 км: Нарейяха
- 192 км: Лимбяяха
- 202 км: Тирпэдараяха
- 212 км: Сандяяха
- 220 км: Нгарка-Нюмзядаяха
- Тыяктарка
- 248 км: река без названия